# Pietro Gioffre
Pietro Gioffre (fl. XV secolo) è stato un condottiero e politico italiano, cittadino sassarese, vissuto nel XV secolo.

## Biografia
Si distinse militarmente durante l'assedio del castello di Monteleone (espugnato dagli aragonesi nel 1436), per la quale impresa ottenne dal re Alfonso V d'Aragona la concessione di alcune terre nella provincia di Sassari. 
Come uomo politico, il Gioffre ebbe invece modo di farsi particolarmente apprezzare, allorquando, nel 1448, inviato dallo stamento militare di Sardegna al cospetto del re (in quel tempo a Napoli), chiese ed ottenne (con particolare abilità) che il parlamento generale della nazione potesse riunirsi ad istanza di qualunque dei tre stamenti, e che lo stamento militare composto dalla baronia e dalla nobiltà del regno avesse la facoltà, nei casi urgenti di pubblica necessità, di tenere le sue riunioni indipendentemente dagli altri due.
Il fortunato successo di questo incarico (considerato che tali richieste, sicuramente avversate dai ministri dello stesso Alfonso, erano per la loro natura invise anche agli aragonesi) gli valse la stima del parlamento e la fiducia della nazione.
Le ultime sue notizie sono riferite ad una successiva missione, ancora a Napoli, avvenuta quattro anni più tardi, sempre per conto dello stamento militare, al fine di offrire al re un ingente donativo in denaro (trentaduemila ducati) per la guerra fiorentina.